# Marianela Pinales
Marianela Pinales (Distrito Nacional, República Dominicana; 9 de enero de 1972) es una abogada, política y activista afrodescendiente dominicana.

## Biografía
Ejerce el cargo de Directora de la Dirección de Equidad de Género y Desarrollo del Ministerio de Educación de la República Dominicana entre el 2017 y el 25 de marzo de 2019. Dirige la campaña «Ni pelo bueno ni pelo malo» del Ministerio de Educación y lanza la campaña el 25 de marzo de 2019.
Pinales fue cancelada en horas de la tarde de su cargo del Ministerio de Educación, el mismo día de lanzamiento de la campaña audiovisual que tiene como objetivo normalizar el uso del pelo rizado y natural en los niños y niñas en edad de escolarización de la República Dominicana. El 25 de marzo de 2019 a las cinco de la tarde, Marianela Pinales fue convocada por el departamento de recursos humanos quienes le informaron de su cancelación, sin explicarle el motivo.

## Vida profesional
Marinela Pinales fue encargada de la División de Equidad de Género en el Ministerio de Relaciones Exteriores de la República Dominicana. Luego formó parte del Consejo de la Reforma del Estado (CONARE).

### Dirección Equidad de Género y Desarrollo del Ministerio de Educación
Marianela Pinales trabaja como directora de la Dirección Equidad de Género y Desarrollo, una dependencia del Ministerio de Educación de República Dominicana desde febrero de 2017 hasta marzo de 2019. Esta dirección tiene como objetivo lograr una educación integral basada en la igualdad y equidad de género. Una de las problemáticas por las que Marianela Pinales obra es la no discriminación racial en las escuelas de República Dominicana. El grupo de trabajo que ella dirigió obraba diariamente por la aplicación de la constitución dominicana ya que era solicitado diariamente por ciudadanas a las que se les rechaza el acceso a la escuela por llevar el pelo natural.

| Predecesora: Esperanza Suero | Directora Equidad de Género y Desarrollo del MINERD 2017 - 2019 | Sucesora: Marina Antonia Hilario Castillo |

## Campaña «Ni pelo bueno ni pelo malo»
La campaña tiene como objetivo luchar contra la discriminación de las niñas y niños afrodominicanos en las escuelas por su tipo de cabello, aún muy frecuente. La campaña audiovisual ideada y dirigida por Marianela Pinales muestra niñas dominicanas y niños dominicanos en edad de escolarización con pelo afro o rizado, sonrientes y afirmando que no hay ni pelo bueno, ni pelo malo y que piden ser aceptadas y aceptados con sus peinados naturales. Las niñas y niños están vestidos con uniforme de colegio y llevan el pelo suelto. Se puede ver a una niña defendiendo que su pelo no define quién es. En la campaña se ve a la Directora de la Dirección Equidad de Género y Desarrollo explicando que ninguna persona debe de ser discriminada por su apariencia física y que su grupo de trabajo está comprometido a garantizar la igualdad y la identidad de la persona.